# Fredericia Sygehus
Fredericia Sygehus, var et sygehus beliggende i Fredericias centrum ud mod Østerstrand, er bygget af flere omgange. Den ældste nuværende bygning er fra 1921, men der har været sygehus på forskellige lokaliteter i byen siden 1749, i perioder dog kun åbnet for det militære personel i byen. Der kom tilføjelser og udbygninger i 1959-1964 og senest i 2001.
Sygehuset indeholdte en urologisk afdeling samt en stor medicinsk afdeling for hjerte-, lunge-, diabetes- og nyrepatienter.
I 2003 blev det en del af det fusionerede Fredericia og Kolding Sygehuse, og fra 2008 Sygehus Lillebælt sammen med sygehusene i Middelfart, Vejle og Give. En sygehusapoteksafdeling af Sygehusapotek Fredericia og Kolding Sygehuse er beliggende på sygehuset.
Alle sygehusets funktioner blev endeligt flyttet til nabosygehusene i Kolding, Vejle og Middelfart i 2008. 
I 2016 blev det offentliggjort at sygehusbygningerne i stedet skulle indrettes og benyttes som sundhedshus for vagtlæger og jordemødre. 
Den danske modstandsmand og læge Jørgen Røjel var overlæge på Fredericia Sygehus fra 1958.